# Batocera saundersii
Batocera saundersii es una especie de escarabajo longicornio del género Batocera,  subfamilia Lamiinae. Fue descrita científicamente por Pascoe en 1866.
Se distribuye por Indonesia y Malasia. Mide 29-51 milímetros de longitud. El período de vuelo ocurre en los meses de marzo, abril, mayo y julio.